# Talackové z Ještětic
Talackové z Ještětic byli český vladycký rod, později povýšený do panského stavu. Jeden z jeho členů získal hraběcí titul. Jejich přídomek je odvozen od tvrze, která se nacházela u vesnice Ještětice u Solnice ve východních Čechách.

## Historie
Rod byl známý již v 15. století, kdy bratři Jindřich a Jan z Ještětic podporovali Jiřího z Poděbrad. Záhy se rozdělil do několika větví, které během 16. až 19. století pravděpodobně vymřely. Ve starších historických a encyklopedických pramenech jsou tyto větve poměrně podrobně popisovány (např. Riegrův Slovník naučný z roku 1872, Josef Teige – rodopisná studie Talackové z Ještětic z roku 1874, August Sedláček v Ottově slovníku naučném v roce 1906).
Členové rodu často působili ve státních službách, např. jako hejtmani, právníci, soudci nebo správci. Rod je zmiňován i na řadě sídel a majetků v Čechách; ve vlastnictví je měl mnohdy jen krátce, jednu nebo dvě generace. Patří sem např. Rosice (zdejší vladycký statek vlastnili Talackové v letech 1483–1611), Přestavlky (Hynek Talacko z Ještětic je uváděn jako stavebník zdejší tvrze, která vznikla po roce 1567), Trojovice, Synčany a Řestoky na Chrudimsku nebo Bratronice u Strakonic.

## Někteří členové rodu
Z rodu Talacků jsou známí např.:
- Mikuláš Talacko († 1638) byl hejtmanem chrudimského kraje a v letech 1634–35 i královským inspektorem na Opočně.
- Hynek starší († 1657) sloužil roku 1619 vojensky českým stavům, roku 1632 byl komisařem, později hejtmanem chrudimského kraje, roku 1649 jmenován komisařem při odevzdání Kladska králi Ferdinandovi.
- Hynek Talacko byl zemským soudcem a také hejtmanem chrudimského kraje.
- Adam Jindřich Talacko († 1668), Hynkův syn byl také 10 let krajským hejtmanem.
- Leopold hrabě Talacko († 1703), zemský soudce, krajský rada a také hejtman chrudimského kraje. V roce 1700 byl povýšen do panského stavu a v roce 1702 do českého hraběcího stavu.
- Franz Talacko (1734–1796), krajský hejtman v Chrudimi.
- Jan Adam Talacko (1778–1858) byl sekretářem zemského soudu v Čechách, později prezidentem dolnorakouské vlády. Byl jmenován c. k. tajným radou a byl komandérem kříže řádu svatého Štěpána. V roce 1832 byl povýšen do stavu svobodných pánů.
- Josef Christian (1786–1864), syn Franze Talacka, v roce 1809 bojoval s císařským vojskem proti Napoleonovi a v roce 1831 se stal majitelem panství Bratronice, které zdědil po svém strýci svobodném pánu Antonínu Christianovi z Gfässerů. V roce 1835 byl při korunovaci Ferdinanda I. Dobrotivého pasován na svatováclavského rytíře. Majetek odkázal svému synovci Josefu Battagliovi. Jednu ze svých povídek o něm v roce 1908 napsal i spisovatel Alois Jirásek.[5]

## Erb
Jako erb měl rod černou volskou (telecí) hlavu na zlatém poli, později bůvolí (zubří) hlavu s houžví.